# Kamýk (Litoměřicei járás)
Kamýk település Csehországban, a Litoměřicei járásban. Kamýk Velké Žernoseky, Libochovany, Malíč, Miřejovice, Hlinná, Litoměřice és Ústí nad Labem településekkel határos. Lakosainak száma 205 fő (2024. január 1.).

## Népesség
A település lakosságának változását az alábbi diagram mutatja:
| Lakosok száma | 441  | 368  | 361  | 250  | 161  | 123  | 159  | 175  | 190  | 205  |
|               | 1869 | 1890 | 1921 | 1950 | 1980 | 2001 | 2017 | 2019 | 2022 | 2024 |